# Франклін (Вермонт)
Франклін (англ. Franklin) — місто (англ. town) в США, в окрузі Франклін штату Вермонт. Населення — 1363 особи (2020).

## Демографія
Згідно з переписом 2010 року, у місті мешкало 1405 осіб у 547 домогосподарствах у складі 395 родин. Було 868 помешкань
Расовий склад населення:
| - 97,6 % — білих - 0,9 % — корінних американців - 0,1 % — вихідців з тихоокеанських островів - 0,1 % — чорних або афроамериканців - 0,1 % — азіатів |

До двох чи більше рас належало 1,1 %. Частка іспаномовних становила 0,7 % від усіх жителів.
За віковим діапазоном населення розподілялося таким чином: 26,3 % — особи молодші 18 років, 59,8 % — особи у віці 18—64 років, 13,9 % — особи у віці 65 років та старші. Медіана віку мешканця становила 40,3 року. На 100 осіб жіночої статі у місті припадало 100,4 чоловіків;  на 100 жінок у віці від 18 років та старших — 100,8 чоловіків також старших 18 років.
Середній дохід на одне домашнє господарство  становив 72 365 доларів США (медіана — 58 611), а середній дохід на одну сім'ю — 85 604 долари (медіана — 74 737). Медіана доходів становила 48 500 доларів для чоловіків та 42 308 доларів для жінок. За межею бідності перебувало 4,8 % осіб, у тому числі 6,2 % дітей у віці до 18 років та 6,5 % осіб у віці 65 років та старших.
Цивільне працевлаштоване населення становило 800 осіб. Основні галузі зайнятості: освіта, охорона здоров'я та соціальна допомога — 21,1 %, виробництво — 18,4 %, роздрібна торгівля — 12,3 %, публічна адміністрація — 11,0 %.